# Karstarma cerberus
Karstarma cerberus is een krabbensoort uit de familie van de Sesarmidae. De wetenschappelijke naam van de soort is voor het eerst geldig gepubliceerd in 1964 door Holthuis.